# Stenopodius
Stenopodius là một chi bọ cánh cứng trong họ Chrysomelidae.
Chi này được miêu tả khoa học năm 1883 bởi Horn.

## Các loài
Các loài trong chi này gồm:
- Stenopodius flavidus (Horn, 1883)
- Stenopodius insularis (Blaisdell, 1939)
- Stenopodius inyoensis (Blaisdell, 1939)
- Stenopodius lateralis (Schaeffer, 1933)
- Stenopodius martini (Blaisdell, 1939)
- Stenopodius submaculatus (Blaisdell, 1939)
- Stenopodius texanus (Schaeffer, 1933)